# Chengiopanax
Chengiopanax là chi thực vật có hoa trong họ Araliaceae.